# Anaespogonius ochraceofulvus
Anaespogonius ochraceofulvus là một loài bọ cánh cứng trong họ Cerambycidae.